# Episodi de L'uomo di casa (seconda stagione)
La seconda stagione della serie televisiva L'uomo di casa è stata trasmessa dal canale televisivo statunitense ABC dal 2 novembre 2012 al 22 marzo 2013. La serie viene trasmessa per la prima volta in lingua italiana dal canale svizzero RSI La1 a partire dal 7 settembre 2013 al 1º gennaio 2014.
In Italia è stata trasmessa su Fox dal 9 dicembre 2013 al 1º gennaio 2014, dal lunedì al venerdì alle ore 19.20. Solo l'ultimo episodio viene trasmesso in prima TV assoluta in lingua italiana su Fox.
| nº | Titolo originale           | Titolo italiano                  | Prima TV USA     | Prima TV in italiano |
| -- | -------------------------- | -------------------------------- | ---------------- | -------------------- |
| 1  | Voting                     | Elezioni                         | 2 novembre 2012  | 7 settembre 2013     |
| 2  | Dodgeball Club             | Sfida di generazioni             | 9 novembre 2012  | 14 settembre 2013    |
| 3  | High Expectations          | Grandi aspettative               | 16 novembre 2012 | 21 settembre 2013    |
| 4  | Ed's Twice Ex-Wife         | L'ex moglie                      | 23 novembre 2012 | 28 settembre 2013    |
| 5  | Mother Fracker             | Sit-in in giardino               | 30 novembre 2012 | 5 ottobre 2013       |
| 6  | Circle of Life             | Il cerchio della vita            | 7 dicembre 2012  | 12 ottobre 2013      |
| 7  | Putting a Hit on Christmas | Un calcio al Natale              | 14 dicembre 2012 | 19 ottobre 2013      |
| 8  | Bullying                   | Bullismo                         | 4 gennaio 2013   | 26 ottobre 2013      |
| 9  | Attractive Architect       | Il nuovo architetto              | 11 gennaio 2013  | 2 novembre 2013      |
| 10 | The Help                   | Una mano in casa                 | 18 gennaio 2013  | 9 novembre 2013      |
| 11 | Mike's Pole                | Il soldato Eve                   | 1º febbraio 2013 | 16 novembre 2013     |
| 12 | Quarterback Boyfriend      | Il quarterback                   | 8 febbraio 2013  | 23 novembre 2013     |
| 13 | What's in a Name?          | L'importanza di chiamarsi Baxter | 15 febbraio 2013 | 30 novembre 2013     |
| 14 | Buffalo Bill Day           | La festa di Buffalo Bill         | 22 febbraio 2013 | 7 dicembre 2013      |
| 15 | Breaking Curfew            | Guerra psicologica               | 1º marzo 2013    | 14 dicembre 2013     |
| 16 | Private Coach              | Il coach personale               | 8 marzo 2013     | 21 dicembre 2013     |
| 17 | The Fight                  | La rissa                         | 15 marzo 2013    | 28 dicembre 2013     |
| 18 | College Girl               | La scelta del college            | 22 marzo 2013    | 1º gennaio 2014      |